# Косинский, Адам Амилькар
Адам-Амилькар Коси́нский (пол. Adam Amilkar Kosiński; 1815, Варшавское герцогство — 1893, Варшава) — польский писатель-романист, геральдик. Был известен и под псевдонимом Барон фон Биберштейн (нем. Baron von Biberstein).

## Биография
По происхождению шляхтич собственного герба Косинский II из рода Косинских, потомок гетмана Войска Запорожского К. Косинского. Окончил Варшавский лицей.
Будучи студентом участвовал в польском восстании (1830). Работал учителем, после женитьбы в 1852 переехал на жительство в своё имение под Ченстоховой.

## Творчество
В начале творчества печатал свои повести в разных польских изданиях — «Biblioteса Waszawskа», «Pielgrzym», после 1843 крупные произведения опубликованы в Лейпциге, Варшаве и Вильно.
В конце жизни активно занимался геральдикой, в 1877—1885 издал пятитомную монографию «Геральдический путеводитель» (пол. «Przewodnik heraldyczny: monografie kilkudziesięciu znakomitych rodzin, spis rodzin senatorskich i tytuły honorowe posiadających»).
Умер в 1893 , похоронен на кладбище Старые Повонзки в Варшаве.

## Избранная библиография
Автор исторических рассказов, повестей и романов:
- Powieści i opowiadania żołnierskie z wojen czasów Napoleona, 1798—1812 (3 тома, Лпц. 1845)
- Powieści z dziejów polskich, 3 тома, Варшавa 1845
- Powieści staroszlacheckie: szkice przeszłości, 3 тома, Варшавa 1847
- Przejażdżki po kraju: powiastki i obrazki, 3 тома, Варшавa 1847
- Magnaci i szlachta: szkice przeszłości, 3 тома, Варшавa 1851
- Powieści i legendy, 4 тома, Варшавa 1851
- Miasta, wsie i zamki polskie: powieści i obrazki, 4 тома, Вильно 1851
- Dziecię królewskie, 3 тома, Вильно 1851
- Ostatni książęta Mazowieccy: powieść historyczna, 3 тома, Варшавa 1852
- Dwa obrazki z przeszłości: powieści historyczne, Вильно 1852
- Ukrainka, Вильно 1852
- Czarno i biało: krew hetmańska, Вильно 1853
- Obrazki dawne i tegoczesne, 3 тома, Варшавa 1855
- Przewodnik heraldyczny: monografie kilkudziesięciu znakomitych rodzin, spis rodzin senatorskich i tytuły honorowe posiadających, 5 томов, Краков 1877